# Diazepam

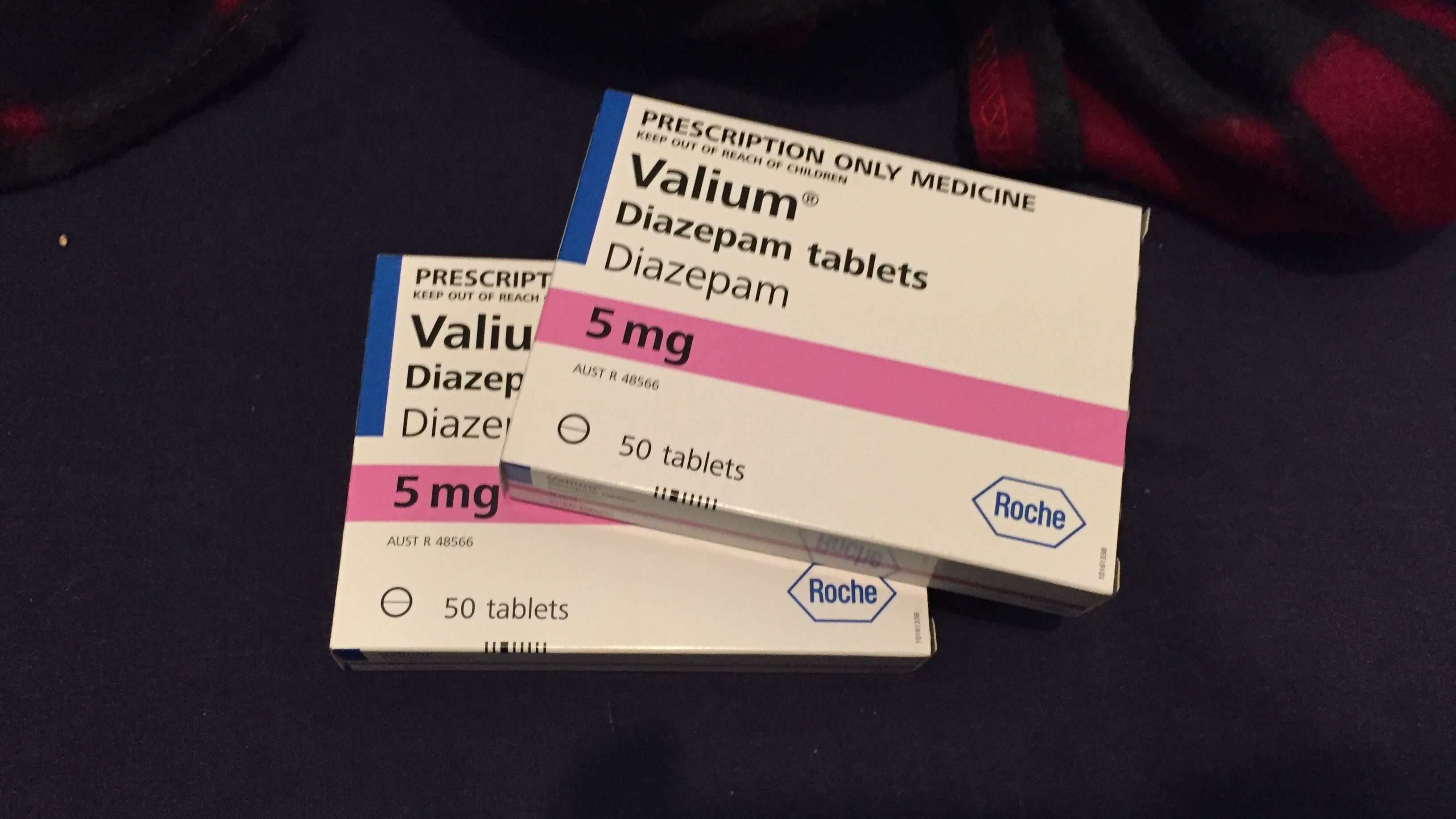
Confezione australiana di Valium in compresse.

Il diazepam è uno psicofarmaco della categoria delle benzodiazepine commercializzato da Hoffmann-La Roche di Basilea dal 1963. È conosciuto sotto vari nomi tra cui Valium, Tranquirit, Vatran, Ansiolin e Noan. È stato sintetizzato dal chimico Leo Sternbach.
Possiede proprietà ansiolitiche, anticonvulsanti, sedative e miorilassanti. Il diazepam è comunemente utilizzato per trattare i disturbi d'ansia, l'insonnia e gli spasmi muscolari. Può essere inoltre utilizzato prima di alcune procedure mediche per ridurre la tensione e l'ansia e in alcune procedure chirurgiche per indurre amnesia. È comunemente usato nel trattamento dell'ansia, insonnia e convulsioni, tra cui stato di male epilettico, spasmi muscolari (come nei casi di tetano), la sindrome delle gambe senza riposo, astinenza da alcool, la riduzione delle benzodiazepine e la malattia di Menière. Il diazepam viene utilizzato in veterinaria nella terapia delle crisi epilettiche.
I vantaggi del diazepam sono il rapido inizio d'azione e gli alti tassi di efficacia, importanti per la gestione di crisi acute, attacchi d'ansia e attacchi di panico; le benzodiazepine hanno anche una tossicità relativamente bassa in caso di sovradosaggio.
Il diazepam è una medicina ritenuta basilare dall'Organizzazione mondiale della sanità ed è inclusa nella lista di farmaci essenziali, una lista di medicamenti minimi necessari per un sistema sanitario di base.

## Struttura, proprietà fisiche e chimiche
La formula di struttura del diazepam non possiede gruppi chirali, ma ha due conformeri: il conformero "P" e il conformero "M". Il diazepam è una miscela equimolare; attraverso spettri CD in soluzioni proteiche sieriche, è stato dimostrato che il conformero “P” è preferito dal legame con la glicoproteina acida α1.
Il diazepam è un farmaco che si presenta come una polvere cristallina di colore giallo-bianco pallido, priva di odore caratteristico e con un basso peso molecolare (MW = 284,74 g/mol). Questo classico aril 1,4-benzodiazepina possiede tre accettori e nessun donatore di legami a idrogeno. 
Il diazepam è moderatamente lipofilo con un valore LogP (coefficiente di ripartizione ottanolo-acqua) di 2,82 e idrofilo con un valore TPSA (area topologica polare) di 32,7 Å².[15] Il valore LogP indica che il diazepam tende a dissolversi più facilmente in ambienti a base lipidica, come cloroformio, acetone, etanolo ed etere, rispetto all'acqua. Il valore TPSA implica che un segmento della molecola presenta un grado di polarità o idrofilia e rappresenta la superficie collettiva degli atomi polari, come l'ossigeno o l'azoto, insieme agli atomi di idrogeno ad essi collegati. 
Un valore TPSA di 32,7 Å² indica un livello moderato di polarità all'interno del composto. Il TPSA è particolarmente utile nella chimica medica in quanto mostra la capacità di una molecola di permeare le cellule. Le molecole con un valore PSA inferiore a 60-70 Å² hanno una migliore capacità di permeare le cellule. L'equilibrio tra le caratteristiche lipofiliche e idrofiliche può influire su vari aspetti del comportamento della molecola, tra cui la solubilità, l'assorbimento, la distribuzione, il metabolismo e le potenziali interazioni all'interno del sistema biologico.
Il diazepam è una molecola complessivamente stabile. La Farmacopea Britannica lo classifica come molto leggermente solubile in acqua, solubile in alcool e facilmente solubile in cloroformio. La Farmacopea degli Stati Uniti classifica il diazepam come solubile in rapporto 1 a 16 in alcool etilico, 1 a 2 di cloroformio, 1 a 39 nell'etere e praticamente insolubile in acqua. Il pH del diazepam è neutro (cioè pH = 7). Il diazepam ha una durata di conservazione di cinque anni per le compresse orali e di tre anni per le soluzioni IV/IM.[28]Deve essere conservato a temperatura ambiente (15-30 °C). La soluzione per iniezione parenterale deve essere conservata al riparo dalla luce e dal gelo. Le forme orali devono essere conservate in contenitori ermetici e al riparo dalla luce.
Il diazepam può essere assorbito dalla plastica, pertanto i preparati liquidi non devono essere conservati in flaconi di plastica o siringhe, ecc. Esso può penetrare nei sacchetti di plastica e nei tubi utilizzati per le infusioni endovenose. L'assorbimento sembra dipendere da diversi fattori, quali la temperatura, la concentrazione, la velocità di flusso e la lunghezza del contenitore. 
Il diazepam non deve essere somministrato se si è formato un precipitato che non si dissolve.

## Usi medici
Il diazepam è utilizzato principalmente per il trattamento dell'ansia, dell'insonnia, degli attacchi di panico e dei sintomi dell'astinenza acuta da alcol. È anche usato come premedicazione per indurre sedazione, ansiolisi o amnesia prima di determinate procedure mediche (ad esempio, l'endoscopia). Nel 2020 è stato approvato per l'uso negli Stati Uniti come spray nasale per interrompere l'attività convulsiva nelle persone affette da epilessia. Il diazepam è il benzodiazepinico più comunemente usato per la “riduzione graduale” della dipendenza da benzodiazepine grazie alla sua emivita relativamente lunga, che consente una riduzione più efficiente del dosaggio. Le benzodiazepine hanno una tossicità relativamente bassa in caso di sovradosaggio.
Il diazepam ha diversi usi, tra cui:
- trattamento dell'ansia, degli attacchi di panico e degli stati di agitazione[6][11]
- trattamento dei sintomi neurovegetativi associati alle vertigini[12]
- trattamento dei sintomi dell'astinenza da alcol, oppiacei e benzodiazepine[6][13]
- trattamento a breve termine dell'insonnia[6]
- trattamento degli spasmi muscolari
- trattamento del tetano, insieme ad altre misure di trattamento intensivo[14]
- trattamento aggiuntivo della paresi muscolare spastica (paraplegia/tetraplegia) causata da condizioni cerebrali o del midollo spinale come ictus, sclerosi multipla o lesioni del midollo spinale (il trattamento a lungo termine è associato ad altre misure riabilitative)[15]
- trattamento palliativo della sindrome da persona rigida[16]
- sedazione pre o postoperatoria, ansiolitica o amnesia (ad esempio, prima di procedure endoscopiche o chirurgiche)[15]
- trattamento delle complicanze da sovradosaggio di stimolanti e psicosi, come cocaina o metanfetamina[17]
- trattamento dell'avvelenamento da organofosfati e riduce il rischio di danni cerebrali e cardiaci indotti da convulsioni.
- trattamento preventivo della tossicità da ossigeno durante la terapia con ossigeno iperbarico[18]

I dosaggi sono generalmente determinati su base individuale, a seconda della condizione da trattare, della gravità dei sintomi, del peso corporeo del paziente e di qualsiasi altra condizione che la persona possa presentare.

### Convulsioni
Il diazepam o il lorazepam somministrati per via endovenosa sono i trattamenti di prima linea per lo stato epilettico. Tuttavia, il lorazepam presenta dei vantaggi rispetto al diazepam in tale modlaità di smmonistrazione, tra cui un tasso più elevato di interruzione delle crisi e un effetto anticonvulsivante più prolungato. Il gel di diazepam si è dimostrato più efficace del gel placebo nel ridurre il rischio di non cessazione delle crisi. Il diazepam è raramente utilizzato per il trattamento a lungo termine dell'epilessia perché la tolleranza ai suoi effetti anticonvulsivanti si sviluppa solitamente entro sei-dodici mesi dal trattamento, rendendolo di fatto inefficace per tale scopo.
Gli effetti anticonvulsivanti del diazepam possono essere utili nel trattamento delle convulsioni dovute a sovradosaggio di farmaci o tossicità chimica a seguito di esposizione a sarin, VX o soman (o altri veleni organofosfati), lindano, clorochina, fisostigmina o piretroidi.
Il diazepam è talvolta usato in modo intermittente per la prevenzione delle convulsioni febbrili che possono verificarsi nei bambini di età inferiore ai cinque anni. I tassi di recidiva sono ridotti, ma gli effetti collaterali sono comuni e la decisione di trattare le convulsioni febbrili (che sono di natura benigna) con farmaci tiene conto di questi fattori. L'uso a lungo termine del diazepam per la gestione dell'epilessia non è raccomandato; tuttavia, un sottogruppo di individui con epilessia resistente al trattamento trae beneficio dall'uso a lungo termine delle benzodiazepine e, per tali individui, è stato raccomandato il clorazepato a causa del suo più lento inizio di tolleranza agli effetti anticonvulsivanti.

### Astinenza da alcol
Grazie alla sua durata d'azione relativamente lunga e alla sua comprovata sicurezza ed efficacia, il diazepam è preferito rispetto ad altre benzodiazepine per il trattamento di persone che soffrono di astinenza da alcol da moderata a grave. Un'eccezione a questa regola è rappresentata dai casi in cui è necessario somministrare un farmaco per via intramuscolare, nel qual caso si raccomanda l'uso di lorazepam o midazolam.

### Altri aspetti
Il diazepam è utilizzato per il trattamento d'emergenza dell'eclampsia quando il sodio magnesio solfato per via endovenosa e le misure di controllo della pressione sanguigna non hanno avuto effetto. Le benzodiazepine non hanno proprietà analgesiche e in genere se ne sconsiglia l'uso in soggetti in stato di sofferenza. Tuttavia, le benzodiazepine come il diazepam possono essere utilizzate per le loro proprietà miorilassanti per alleviare il dolore causato da spasmi muscolari e varie distonie, tra cui il blefarospasmo. Spesso si sviluppa tolleranza agli effetti miorilassanti delle benzodiazepine come il diazepam. Il baclofen è talvolta usato come alternativa al diazepam.

### Disponibilità
Il diazepam è commercializzato in oltre 500 marchi in tutto il mondo. È disponibile in forma orale, iniettabile, inalatoria e rettale.

## Farmacologia
Il diazepam possiede una lunga durata d'azione: alcuni suoi metaboliti attivi, come il nordazepam, possiedono una emivita superiore alle 100 ore; questo dato dipende comunque dall'età e dalla funzionalità epatica. 
Diazepam ha proprietà anticonvulsivanti, è agonista dei recettori del GABA e inoltre ha un leggero effetto inibitorio sull’attività delle acido gamma-aminobutirrico transaminasi che metabolizzano il GABA stesso. Si differenzia da altri farmaci anticonvulsivanti con cui è stato confrontato (tra cui il Lorazepam) poiché per il diazepam tale effetto va incontro a tolleranza in circa 12 mesi e pertanto non è indicato nel trattamento a lungo termine dell'epilessia. I siti di legame delle benzodiazepine comprendono alcuni canali del Ca2+ ed è stato evidenziato che esse inibiscano in modo significativo la depolarizzazione e l'assorbimento di calcio nelle preparazioni di cellule nervose di ratto. Inoltre il diazepam inibisce il rilascio di acetilcolina in sinaptosomi ippocampali di topo. Ciò è stato evidenziato misurando l'uptake di colina nelle cellule cerebrali di topo in vitro, dopo pretrattamento dei topi con diazepam in vivo e riscontrando un'alta affinità. Questo può avere un ruolo nello spiegare le proprietà anticonvulsivanti del diazepam. 
Per via delle sue proprietà miorilassanti è anche un possibile antidoto per numerose intossicazioni da sostanze con attività anti-colinesterasica (agenti nervini) quali Sarin, gas VX o organofosfati.
Diazepam si lega con alta affinità per le cellule gliali in colture di cellule animali.

## Meccanismo d'azione
Diazepam è una benzodiazepina, ovvero un farmaco in grado di legarsi a una subunità specifica sul recettore GABA A in un sito distinto dal sito di legame del neurotrasmettitore endogeno GABA, agendo quindi da modulatore allosterico positivo dei recettori GABAergici. Il GABA A recettore è un canale inibitorio che, quando attivato, diminuisce l'attività neuronale. Le benzodiazepine non attivano da sole il recettore (al contrario dei barbiturici), ma legandolo allostericamente (ovvero in una posizione diversa rispetto al GABA), e incrementano gli effetti del GABA endogeno come conseguenza di un'apertura maggiore quando lo ione cloruro si lega al canale attivato del GABA A recettore. Ciò comporterà quindi un incremento dell'entrata di ioni cloruro nel neurone con conseguente iperpolarizzazione e diminuzione dell'eccitabilità neuronale. Le benzodiazepine in caso di sovradosaggio risultano pertanto meno tossiche di gran parte delle altre classi di sostanze psicoattive poiché in tale situazione la quantità di GABA sintetizzato (e di conseguenza di recettori attivati) rimane pressoché invariata indipendentemente dalla dose di farmaco assunta. Il diazepam a livello del sistema nervoso centrale lega non selettivamente le subunità alfa1, alfa2, alfa3 e alfa5 dei GABA A recettori.
A causa del ruolo di diazepam come modulatore allosterico positivo del GABA, quando si lega ai recettori delle benzodiazepine provoca effetti inibitori. Ciò deriva dall'iperpolarizzazione della membrana post sinaptica, a causa del controllo esercitato sugli ioni cloruro negativi dai GABA A recettori.
Diazepam sembra agire su aree del sistema limbico, talamo e ipotalamo, inducendo effetti ansiolitici. Le sue azioni sono dovute alla valorizzazione del GABA attività. I farmaci benzodiazepinici, incluso diazepam, sembrano aumentare i processi inibitori nella corteccia cerebrale.
Le proprietà anticonvulsivanti del diazepam e di altre benzodiazepine possono essere in parte o interamente dovute al legame con canali voltaggio-dipendenti del sodio piuttosto che recettori benzodiazepinici. Le proprietà miorilassanti di diazepam sono dovute all'inibizione dei percorsi polisinaptici mediati dai recettori serotoninergici e adrenergici nel midollo spinale.

## Gravidanza e allattamento
Diazepam non dovrebbe essere somministrato durante il primo trimestre di gravidanza. 
Successivamente, l'impiego del farmaco deve avvenire in caso di effettiva necessità e dopo attenta valutazione del rapporto fra benefici clinici effettivi e rischi potenziali per il feto, generalmente evitando dosi elevate e un uso prolungato.
È noto che l'assunzione cronica di benzodiazepine in corso di gravidanza può comportare lo sviluppo di dipendenza fisica nel neonato e comportare il verificarsi di una sindrome da astinenza nella fase postnatale. Pertanto, se il farmaco viene assunto durante l'ultimo periodo di gravidanza, è possibile che si verifichino effetti dannosi sul nascituro, quali ipotermia neonatale, sedazione, ipotonia (sindrome del bambino di pezza), riluttanza a succhiare e depressione respiratoria moderata.

L'esposizione materna a farmaci con attività depressiva sul sistema nervoso centrale, come il diazepam, può provocare la scomparsa delle variazioni brevi della frequenza cardiaca fetale, sulle quali si basa il monitoraggio fetale cardiaco. Tale effetto non risulta comunque dannoso per il feto. Diazepam in gravidanza può essere associato a trisomia della prole.
Diazepam, come altre benzodiazepine, viene escreto nel latte materno. Se il trattamento benzodiazepinico non può essere sospeso, è meglio ricorrere a benzodiazepine a breve durata d'azione.

## Effetti collaterali
Gli effetti collaterali del diazepam includono amnesia anterograda (specialmente ad alte dosi) e sedazione, così come effetti paradossali, come eccitazione, rabbia o peggioramento delle crisi negli epilettici. La benzodiazepina può anche causare o peggiorare la depressione. Effetti a lungo termine delle benzodiazepine quali il diazepam includono la tolleranza, la dipendenza e la crisi di astinenza (con la riduzione della dose). Inoltre, deficit cognitivi possono persistere per almeno sei mesi dopo la sospensione del trattamento. Diazepam può causare seri problemi di dipendenza fisica con l'uso a lungo termine. Rispetto ad altre benzodiazepine, però, la crisi di astinenza da diazepam dopo l'uso a lungo termine è di solito più lieve a causa della sua lunga emivita.
L'esercito degli Stati Uniti utilizza un preparato speciale a base di diazepam noto come Convulsive Antidote, Nerve Agent (CANA), che contiene diazepam. Un kit CANA viene solitamente fornito ai membri delle forze armate, insieme a tre kit Mark I NAAK, quando operano in circostanze in cui le armi chimiche sotto forma di agenti nervini sono considerate un potenziale pericolo. Entrambi questi kit somministrano farmaci utilizzando autoiniezioni. Sono destinati all'uso nel “pronto soccorso” o nell'autosoccorso per la somministrazione dei farmaci sul campo prima della decontaminazione e del trasporto del paziente alle cure mediche definitive.

## Sovradosaggio
Un individuo che ha assunto una dose eccessiva di diazepam manifesta in genere uno o più dei seguenti sintomi entro circa quattro ore dall'assunzione:
- sonnolenza
- confusione mentale
- ipotensione
- compromissione delle funzioni motorie
- compromissione dei riflessi

compromissione della coordinazione motoria
- compromissione dell'equilibrio
- vertigini
- coma

Sebbene non sia solitamente fatale se assunto da solo, un sovradosaggio di diazepam è considerato un'emergenza medica e richiede generalmente l'attenzione immediata del personale medico. L'antidoto per un sovradosaggio di diazepam (o qualsiasi altro benzodiazepinico) è il flumazenil (Anexate). Questo farmaco è utilizzato solo in casi di grave depressione respiratoria o complicanze cardiovascolari. Poiché il flumazenil è un farmaco a breve durata d'azione e gli effetti del diazepam possono durare per giorni, possono essere necessarie diverse dosi di flumazenil. Potrebbero anche essere necessarie la respirazione artificiale e la stabilizzazione delle funzioni cardiovascolari. Sebbene non sia indicato di routine, il carbone attivo può essere utilizzato per la decontaminazione dello stomaco in seguito a un'overdose di diazepam. L'emesi è controindicata, mentre la dialisi è minimamente efficace. L'ipotensione può essere trattata con levarterenolo o metaraminolo.
La LD50 orale (dose letale nel 50% della popolazione) del diazepam è di 720 mg/kg nei topi e di 1240 mg/kg nei ratti. D. J. Greenblatt e colleghi hanno riportato nel 1978 il caso di due pazienti che avevano assunto rispettivamente 500 mg e 2000 mg di diazepam, erano entrati in coma moderatamente profondo ed erano stati dimessi entro 48 ore senza aver manifestato complicazioni significative, nonostante le elevate concentrazioni di diazepam e dei suoi metaboliti desmetildiazepam, oxazepam e temazepam secondo i campioni prelevati in ospedale e nel follow-up.
Il sovradosaggio di diazepam combinato con alcol, oppiacei o altri depressivi può essere fatale.

## Interazioni
Se il diazepam viene somministrato in concomitanza con altri farmaci, si raccomanda di prestare attenzione alle possibili interazioni farmacologiche. Particolare attenzione deve essere prestata ai farmaci che potenziano gli effetti del diazepam, come i barbiturici, le fenotiazine, gli oppioidi e gli antidepressivi.
Il diazepam non aumenta né diminuisce l'attività degli enzimi epatici e non altera il metabolismo di altri composti.
Gli agenti che agiscono sulle vie epatiche del citocromo P450 o sulla coniugazione possono alterare la velocità del metabolismo del diazepam. Queste interazioni dovrebbero essere più significative con la terapia a lungo termine con diazepam e la loro rilevanza clinica è variabile.
- il diazepam aumenta gli effetti depressivi centrali dell'alcol, di altri ipnotici/sedativi (ad es. barbiturici), di altri miorilassanti, di alcuni antidepressivi, antistaminici sedativi, oppioidi e antipsicotici, nonché di anticonvulsivanti quali fenobarbital, fenitoina e carbamazepina. Gli effetti euforizzanti degli oppioidi possono essere aumentati, con conseguente aumento del rischio di dipendenza psicologica;[10][45][46]
- cimetidina, omeprazolo, oxcarbazepina, ticlopidina, topiramato, ketoconazolo, itraconazolo, disulfiram, fluvoxamina, isoniazide, eritromicina, probenecid, propranololo, imipramina, ciprofloxacina, fluoxetina e acido valproico prolungano l'azione del diazepam inibendone l'eliminazione;[10][17][5]
- l'alcol in combinazione con il diazepam può causare un potenziamento sinergico delle proprietà ipotensive delle benzodiazepine e dell'alcol stesso;[47]
- i contraccettivi orali riducono significativamente l'eliminazione del desmetildiazepam, un importante metabolita del diazepam;[45][48]
- la rifampicina, la fenitoina, la carbamazepina e il fenobarbital aumentano il metabolismo del diazepam, riducendo così i livelli e gli effetti del farmaco.[17] Il desametasone e l'iperico aumentano anch'essi il metabolismo del diazepam;[10]
- il diazepam aumenta i livelli sierici di fenobarbital;[49]
- la nefazodone può causare un aumento dei livelli ematici di benzodiazepine;[45]
- il cisapride può aumentare l'assorbimento e quindi l'attività sedativa del diazepam;[50]
- piccole dosi di teofillina possono inibire l'azione del diazepam;[51]
- il diazepam può bloccare l'azione della levodopa (utilizzata nel trattamento del morbo di Parkinson);[46]
- il diazepam può alterare le concentrazioni sieriche di digossina;[17]
- altri farmaci che possono interagire con il diazepam includono gli antipsicotici (ad es. la clorpromazina), gli inibitori MAO e la ranitidina;[45]

Poiché agisce sul recettore GABA, l'erba valeriana può produrre un effetto che contrasta con l'azione del diazepam.
Gli alimenti che acidificano l'urina possono portare a un assorbimento e un'eliminazione più rapidi del diazepam, riducendo i livelli e l'attività del farmaco.
Viceversa, gli alimenti che alcalinizzano l'urina possono portare a un assorbimento e un'eliminazione più lenti del diazepam, aumentando i livelli e l'attività del farmaco.
Esistono rapporti contrastanti sull'effetto degli alimenti sull'assorbimento e l'attività del diazepam somministrato per via orale.

### Farmacocinetica
Il diazepam può essere somministrato per via orale, endovenosa (sempre diluito, poiché è doloroso e dannoso per le vene), intramuscolare (IM) o sotto forma di supposta.
L'inizio dell'azione avviene da uno a cinque minuti dopo la somministrazione endovenosa e da 15 a 30 minuti dopo la somministrazione intramuscolare. La durata degli effetti farmacologici di picco del diazepam è da 15 minuti a un'ora per entrambe le modalità di somministrazione. L'emivita del diazepam, in generale, è di 30-56 ore. I livelli plasmatici massimi si raggiungono tra 30 e 90 minuti dopo la somministrazione orale e tra 30 e 60 minuti dopo la somministrazione intramuscolare; dopo la somministrazione rettale, i livelli plasmatici massimi si raggiungono dopo 10-45 minuti. Il diazepam è altamente legato alle proteine plasmatiche, con il 96-99% del farmaco che viene assorbito legandosi a tali proteine. L'emivita di distribuzione del diazepam è di 2-13 minuti.
Il diazepam è altamente liposolubile e, dopo la somministrazione, si distribuisce ampiamente in tutto l'organismo. Attraversa facilmente sia la barriera emato-encefalica che la placenta ed è escreto nel latte materno. Dopo l'assorbimento, il diazepam viene ridistribuito nel tessuto muscolare e adiposo. Dosi giornaliere continue di diazepam raggiungono rapidamente una concentrazione elevata nell'organismo (principalmente nel tessuto adiposo), molto superiore alla dose effettiva somministrata in un dato giorno.
Il diazepam viene immagazzinato preferibilmente in alcuni organi, tra cui il cuore. L'assorbimento attraverso qualsiasi via di somministrazione e il rischio di accumulo sono significativamente aumentati nei neonati, pertanto la sospensione del diazepam durante la gravidanza e l'allattamento è clinicamente giustificata.
Il diazepam subisce un metabolismo ossidativo mediante demetilazione (CYP2C9, 2C19, 2B6, 3A4 e 3A5), idrossilazione (CYP3A4 e 2C19) e glucuronidazione nel fegato come parte del sistema enzimatico del citocromo P450. Ha diversi metaboliti farmacologicamente attivi. Il principale metabolita attivo del diazepam è il desmetildiazepam (noto anche come nordazepam o nordiazepam). Altri metaboliti attivi minori includono il temazepam e oxazepam. Questi metaboliti sono coniugati con glucuronide e vengono escreti principalmente nelle urine. A causa di questi metaboliti attivi, i valori sierici del diazepam da solo non sono utili per prevedere gli effetti del farmaco. Il diazepam ha un'emivita bifasica di circa uno-tre giorni e di due-sette giorni per il metabolita attivo desmetildiazepam. La maggior parte del farmaco viene metabolizzata; solo una quantità minima di diazepam viene escreta immodificata. L'emivita di eliminazione del diazepam e anche del metabolita attivo desmetildiazepam aumenta significativamente negli anziani, il che può comportare un'azione prolungata, nonché un accumulo del farmaco durante la somministrazione ripetuta.

### Sintesi
La sintesi del diazepam è stata ottenuta per la prima volta mediante una reazione sviluppata da Leo Sternbach e dal suo team alla Hoffmann-La Roche alla fine degli anni '50.
Il metodo di Sternbach iniziava con il 2-ammino-5-clorobenzofenone, che subiva una ciclocondensazione con glicina etil estere cloridrato per costruire il nucleo benzodiazepinico. Questo nucleo veniva successivamente alchilato all'azoto in posizione 1 utilizzando dimetilsolfato in presenza di metilato di sodio e metanolo in condizioni di riflusso. Sebbene la trasformazione diretta dal 2-ammino-5-clorobenzofenone al Nordazepam sia concettualmente semplice, un approccio alternativo che prevede il trattamento del 2-ammino-5-clorobenzofenone con cloroacetil-cloruro, seguito da ammoniazione e riscaldamento, porta alla produzione di Nordazepam con una resa maggiore e facilita i processi di purificazione.

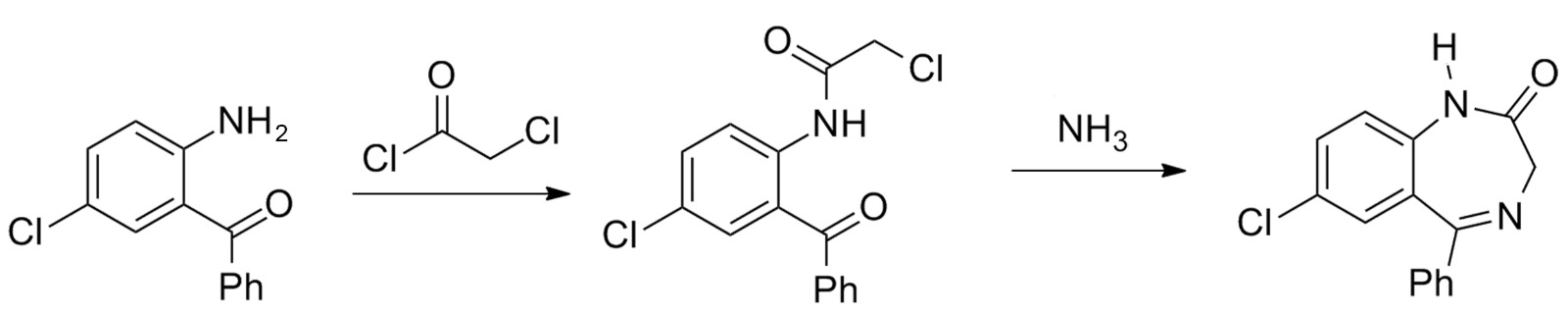
Reazione di sintesi del diazepam

### Rilevazione nei fluidi corporei
Il diazepam può essere quantificato nel sangue o nel plasma per confermare una diagnosi di avvelenamento in pazienti ospedalizzati, fornire prove in caso di arresto per guida in stato di ebbrezza o per assistere in un'indagine medico-legale di accertamento della morte. Le concentrazioni di diazepam nel sangue o nel plasma sono solitamente comprese tra 0,1 e 1,0 mg/L nelle persone che assumono il farmaco a scopo terapeutico. La maggior parte dei test immunologici commerciali per i farmaci della classe delle benzodiazepine presentano una reazione crociata con il diazepam, ma la conferma e la quantificazione vengono solitamente eseguite utilizzando tecniche cromatografiche.

### Ambiente
Il diazepam è una sostanza comunemente presente nell'inquinamento ambientale in prossimità degli insediamenti umani.

## Storia
Il diazepam è stato il secondo benzodiazepinico inventato da Leo Sternbach della Hoffmann-La Roche nello stabilimento dell'azienda a Nutley, nel New Jersey, dopo il clordiazepossido (Librium). Fu approvato per l'uso nel 1960. Lanciato nel 1963 come versione migliorata del Librium, il diazepam è diventato incredibilmente popolare, contribuendo a rendere la Roche un gigante dell'industria farmaceutica. È 2,5 volte più potente del suo predecessore, che ha rapidamente superato in termini di vendite. Dopo questo successo iniziale, altre aziende farmaceutiche hanno iniziato a introdurre altri derivati delle benzodiazepine.
Le benzodiazepine hanno guadagnato popolarità tra i professionisti del settore medico come miglioramento rispetto ai barbiturici, che hanno un indice terapeutico relativamente ristretto e sono molto più sedativi a dosi terapeutiche. Le benzodiazepine sono anche molto meno pericolose; raramente il diazepam provoca la morte per overdose, tranne nei casi in cui viene consumato con grandi quantità di altri depressivi (come alcol o oppioidi). I farmaci benzodiazepinici come il diazepam inizialmente godevano di un ampio sostegno pubblico, ma con il tempo l'opinione è cambiata e sono aumentate le critiche e le richieste di restrizioni alla loro prescrizione.
Commercializzato dalla Roche con una campagna pubblicitaria ideata dall'agenzia William Douglas McAdams sotto la guida di Arthur Sackler, il diazepam è stato il farmaco più venduto negli Stati Uniti dal 1969 al 1982, con un picco di vendite annuali nel 1978 pari a 2,3 miliardi di compresse. Il diazepam, insieme all'oxazepam, al nitrazepam e al temazepam, rappresenta l'82% del mercato delle benzodiazepine in Australia. Mentre gli psichiatri continuano a prescrivere il diazepam per il sollievo a breve termine dell'ansia, la neurologia ha assunto un ruolo di primo piano nella prescrizione del diazepam per il trattamento palliativo di alcuni tipi di epilessia e attività spastica, ad esempio alcune forme di paresi. È anche la prima linea di difesa per una rara malattia chiamata sindrome della persona rigida.

## Cultura e società

### Uso non terapeutico
Il diazepam è un farmaco ad alto rischio di abuso e può causare dipendenza. Alcuni farmacologi raccomandano un intervento urgente da parte dei governi nazionali per migliorare le modalità di prescrizione dei benzodiazepine come il diazepam. Una singola dose di diazepam modula il sistema della dopamina in modo simile a quello in cui la morfina e l'alcol modulano il sistema dopaminergico. Tra il 50 e il 64% dei ratti si auto-somministra diazepam. Secondo uno studio condoto sui primati, il diazepam può sostituire gli effetti comportamentali dei barbiturici. Il diazepam è stato trovato come adulterante nell'eroina.
L'abuso di diazepam può verificarsi sia quando il farmaco viene assunto per ottenere uno stato di euforia, sia quando il farmaco viene assunto a lungo termine contro il parere medico.
A volte viene utilizzato dai consumatori di stimolanti per “calmarsi” e dormire e per aiutare a controllare l'eccesivo appetito. Questo tipo di consumatori spesso aumenta il dosaggio da 2 a 25 volte la dose terapeutica di 5 mg-10 mg.
Uno studio su larga scala condotto negli Stati Uniti dalla SAMHSA, utilizzando dati del 2011, ha determinato che le benzodiazepine erano presenti nel 28,7% dei casi di ingressi al Pronto Soccorso che coinvolgevano l'uso non terapeutico di farmaci. A questo proposito, le benzodiazepine sono seconde solo agli oppiacei, presenti nel 39,2% dei casi. Circa il 29,3% dei tentativi di suicidio correlati all'uso di droghe coinvolge benzodiazepine, rendendole la classe più frequentemente rappresentata nei tentativi di suicidio correlati all'uso di droghe. Gli uomini abusano delle benzodiazepine con la stessa frequenza delle donne.
In Svezia il diazepam è stato rilevato nel 26% dei casi di persone sospettate di guidare sotto l'effetto di droghe, mentre il suo metabolita attivo nordazepam è stato rilevato nel 28% dei casi. Anche altre benzodiazepine, come lo zolpidem e il zopiclone, sono state trovate in quantità elevate. Molti conducenti presentavano livelli ematici di gran lunga superiori alla dose terapeutica, il che suggerisce un alto potenziale di abuso di queste benzodiazepine. Nell'Irlanda del Nord, nei casi in cui sono state rilevate droghe nei campioni prelevati da conducenti con capacità di guida compromessa ma non sotto l'effetto dell'alcol, le benzodiazepine sono state trovate nell'87% dei casi. Il diazepam è stata la benzodiazepina più comunemente rilevata.

## Usi veterinari
l diazepam è utilizzato come sedativo a breve termine e ansiolitico per cani e gatti, talvolta anche come stimolante dell'appetito. Può essere utilizzato anche per fermare le convulsioni nei cani e nei gatti.